# Les Profs
Pour la bande dessinée de Tito, voir Le Prof (bande dessinée).
Les Profs est une série de bande dessinée humoristique scénarisée par Erroc (Gilles Corre) et Sti, dessinée par Pica (Pierre Tranchand), Mauricet et Simon Léturgie et colorisée par Jacqueline Guénard. Elle paraît aux éditions Bamboo Édition.
Deux adaptations cinématographiques ont été réalisées par Pierre-François Martin-Laval : Les Profs (2013) et Les Profs 2 (2015).

## Analyse
Après plusieurs tentatives individuelles, Pica et Erroc s'associent et créent la série  Les Profs, publiée d'abord dans Le Journal de Mickey puis en albums dès 2000. Les premières planches datent de 1997. Ils sont édités par Bamboo, qui crée par la suite sa collection « job » au vu du succès de la série.
Les albums sont constitués de planches indépendantes mettant en scène une équipe pédagogique au sein d'un lycée difficile, chaque enseignant étant plus ou moins caricatural.
Cette bande dessinée tourne en dérision les principaux défauts et les stéréotypes généralement attribués aux professeurs. Par exemple, avoir comme unique sujet de conversation : leur travail, mais aussi le fait qu'ils ne fréquentent que des professeurs, l'abondance des grèves… Les histoires, quoique satiriques, sont toujours respectueuses ; elles donnent des enseignants une image plutôt positive et sympathique, voire farfelue. L'histoire se déroule au lycée Philippe Rodrigue Octave Fanfaron, nom choisi grâce à un concours paru dans Le Journal de Mickey en 2007 et qui donne le nom « PROF ».

## Albums
1. Interro surprise (2000) Alph-Art jeunesse 9-12 ans au festival d'Angoulême 2001
2. Loto et Colles (2001)
3. Tohu-bahut (2001)
4. Rentrée des artistes (2002)[2]
5. Chute des cours (2003)
6. Classe touriste (2004)
7. Mise en examen (2005)
8. Fenêtre sur cours (2005)
9. Rythme scolaire (2006)
10. Motivation : 10/10 (2007)
11. Tableau d'horreur (2008)
12. Grève Party (2009)
13. Devoir surveillé (2010)
14. Buzz scolaire  (2011)
15. Bulletin météo (2012)
16. 1, 2, 3 rentrée ! (2013)
17. Sortie scolaire (2015)
18. Hors-sujet (2016)
19. Note to Be (2017)
20. Lycée Boulard (2017)
21. Rentrée des clashs (2018)
22. Tour de contrôles (2019, planches prépubliées dans Le Parisien de juillet à août)
23. Heure de cool (2020)
24. Oral de rattrapage (2021)
25. Carte scolaire (2022)
26. Job Dating (2023)
27. Retraite à Point (2024)

## Personnages

### Personnages principaux
- Antoine Polochon : professeur d'Histoire passionné par son métier et sa matière, et voue un culte obsessionnel à Napoléon Bonaparte (ce qui lui vaudra des lignes à copier par Boulard dans le tome Lycée Boulard lorsqu'il transgressera la règle de ce dernier de ne plus parler de Napoléon dans ses cours), ce qui lui vaut le surnom de "Napolochon" par Boulard dans le deuxième film. Il a du mal à se faire respecter par les élèves, mais il est tout de même apprécié par eux (dans un gag Boulard ira jusqu'à apprendre son cours pour lui remonter le moral)  ; il est connu pour sa phrase-type : "Ce jour-là, Napoléon dit à ses généraux…", qu'il ne parvient jamais à terminer. Il est en couple avec Marie, la professeure d'allemand[3] avec qui il a eu un enfant dans le tome 23, Victor.
- Maurice : professeur de Philosophie expérimenté à l'aspect souvent négligé (comme la braguette ouverte, des auréoles sous les bras ou une tache de sauce sur la cravate), il est la caricature du Français moyen. C'est un professeur sympathique, grand complice d’Éric dans ses farces. Son somnambulisme le conduit souvent dans des situations incongrues. Il possède beaucoup d'expérience avec les élèves et les difficultés du métier et de ce fait, a souvent le dernier mot. Il possède sa phrase-type : "Ce que nous apprend la philosophie de Platon...". Dans la série de films ses cours sont pratiquement incompréhensibles ("dès qu'il explique, il complique" commente un élève dans le premier film) sauf quand il est ivre. Il est moqueur vis-à-vis de ses collègues quand ils leur arrivent un malheur surtout envers Antoine et Gladys quand ses derniers ont des ennuis.
- Amina Saint-Gilles : jeune professeure de Français séduisante aux tenues assez provocantes, la plupart des élèves masculins sont amoureux d'elle (surtout Boulard). Elle semble aimer son travail et possède beaucoup d'expérience, autant avec les élèves qu'avec les difficultés du métier. On apprend son nom de famille au tout début du deuxième film, en même temps que la première apparition de sa mère, Marie-Christine Saint-Gilles (interprétée par Firmine Richard).
- Éric : professeur d'EPS, originaire du sud de la France et parodiant les gimmicks de Jean-Claude Vandamme dans la série de films, il ne cesse de vanter ses qualités physiques et les bienfaits de sa discipline. La plupart des élèves féminines sont amoureuses de lui, et ses cours sont un cauchemar pour ceux qui ne sont pas sportifs (notamment Boudini). Il lui arrive d'improviser des sports assez curieux et surtout dangereux, tels un cross dans les égouts ou de l'escalade sur une façade du lycée. Il suscite parfois la jalousie des autres professeurs, du fait qu'il ne corrige pas de copies et que les parents d'élèves ne viennent jamais voir les profs d'EPS lors des réunions. Il partage une grande histoire avec la machine à café.
- Gladys : professeure d'Anglais incarnant la caricature de la « peau de vache ». Elle passe son temps à humilier les élèves, qu'elle considère comme des incapables ; elle leur dit souvent : "Vous êtes tous des nuls !" et leur lance des craies très souvent, surtout quand ils ne répondent pas assez vite, font des erreurs, des bêtises ou bavardent (cette habitude apparaît pour la première fois dans le film). Elle ne sait parler qu'en hurlant et sa maîtrise de la langue de Shakespeare laisse à désirer, si bien qu'une correspondante anglaise lui avouera ne pas comprendre ce qu'elle dit. Les élèves la détestent tellement qu'ils comptent les jours qui restent avant sa retraite (ils iront même jusqu'à manifester contre la réforme des retraites afin d'éviter qu'elle ne reste deux ans de plus, au final elle restera deux ans de plus au lycée pour raison de service, car difficulté à recruter des profs d'anglais).
- Dolorès : professeure d'Espagnol réputée pour faire des cours incompréhensibles et mauvais (bien que Boulard trouvera une idée pour les dynamiser dans le tome Lycée Boulard.).  C'est une petite femme timide et dépressive qui ne vit que pour son métier, n'aime pas les vacances et ne s'imagine pas que l'on puisse exercer une autre profession. Elle a quatre enfants, tous plus insupportables les uns que les autres, qu'elle n'arrive d'ailleurs pas à maîtriser tout comme ses élèves. Son stress la conduit souvent à prendre des tranquillisants bien trop forts, voire hallucinogènes, surtout durant les inspections. Par rapport à ses collègues, Dolorès est transparente pour les élèves car ses derniers ne font rien de moqueur envers elle comme l'imiter ou répandre une rumeur et ils ne la note même pas sur un site internet où les élèves notent les profs.
- Serge Tirocul ou Serge Cutiro : professeur très fainéant au point que la matière qu'il enseigne reste un mystère, même s'il est imaginé professeur d'histoire dans le tome 11 lorsqu' il écrit "la chute de Napoléon" au tableau ou bien lorsqu'il s'est débrouillé pour qu'Antoine corrige ses copies. Dans les adaptations cinématographiques, il est présenté comme professeur de Mathématiques. Lors d'une interview, Erroc l'annoncera comme professeur de grec, ce qui reste à vérifier. Il cherche perpétuellement des prétextes improbables pour ne pas assurer ses cours (ou même les assurer à sa manière) et passe son temps à lire le catalogue de la Camif dans la salle des profs. En réalité il n'assure des cours qu'en début d'année afin de bien planifier ses arrêts maladies ou ses sorties pédagogiques et préparer ses excuses le tout en faisant preuve d'une répartie et d'une imagination étonnantes. Ses élèves disent toujours de lui après qu'il eut le dernier mot "Ce prof est trop fort ! Total respect!"(apparaît à partir du tome 4).
- Paul : professeur de Géographie (bien qu'il ait fait un cours d'histoire bidon sur la Guerre des Gaules dans le tome 1), c'est un syndicaliste pur et dur. Ses collègues ne supportent pas ses réunions syndicales interminables, et les évitent le plus souvent possible (Amina et Antoine iront jusqu'à sortir par la fenêtre de la salle des profs aidés d'Eric et de son matériel d'escalade pour échapper à une de ces réunions, juste après qu'Antoine eut critiqué l'inutilité et la dangerosité d'apprendre l'escalade au lycée (rétorqué par Eric "pas plus que d'apprendre la date de la rougeole de Napoléon!" .))
- Louis Guillemet : professeur de Français très rigoriste aux pensées très conservatrices, il considère les jeunes comme étant une génération perdue, violente, et affirme que la police devrait venir au lycée pour protéger les professeurs. Il est réputé pour être soporifique et sadique. (à noter qu'il est appelé M. Le Goff dans le tome 1)
- Marie : jeune professeure d'Allemand. Après plusieurs situations infructueuses, elle se met en couple avec Antoine (apparaît à partir du tome 4) avec qui elle aura un enfant, Victor, à la fin du tome 23. Néanmoins elle n'apprécie guère l'idolatrie grandissante d'Antoine pour Napoléon, et se disputera avec lui justement à cause de ça (le premier mot de leur fils étant le nom de l'empereur.). Elle est un peu jalouse de Dolorès car les élèves préfèrent la langue de Cerventes à celle de Goethe.
- Le Proviseur : il joue de son autorité, tout en abusant de son statut pour se dégager des problèmes. Il aime tant son métier et son lycée qu'il met toujours une éternité à quitter son bureau avant les vacances. À la fin de l'album 14, il quitte le lycée pour acheter une auberge en Ardèche quand son épouse gagne au loto. Mais il a parfois le mal du pays et refait quelques apparitions au lycée quand ce dernier lui manque trop.
- La Proviseure : remplaçante de l'ancien proviseur. Femme d'affaires stressante, pendue à son portable, férue de nouvelles technologies, elle s'est mis en tête de changer le lycée qu'elle considère comme une entreprise à redresser. Elle n'est guère aimée de ses collègues comme des élèves (apparaît à partir du tome 14). Elle est la marraine de Louise qui apparaît tardivement dans la série.
- Thierry Boulard : cancre et figure emblématique du lycée très apprécié des élèves comme des profs. Redoublant récurrent et échouant au Bac de manière tout aussi récurrente, ses notes ne dépassent pas 3/20, et il est régulièrement envoyé chez le CPE, que ce soit pour ses retards ou pour ses tendances à taguer les murs du lycée, ce qui lui attire la haine féroce du concierge. Malgré sa condition de cancre, il n'en est pas moins intelligent, ayant une repartie à toute épreuve, se sortant sans problèmes de la plupart des situations inconfortables. Une bande dessinée spin-off Boulard lui sera consacrée en 2013. Dans cette bande dessinée on découvre sa famille: sa mère est femme au foyer, son père est employé de bureau et Maxime, son petit frère, qui est son parfait opposé : brillant à l'école , qui méprise son cancre de grand frère. Dans cette bande dessinée, il entame une relation avec Chloé, une élève brillante, qui ressemble beaucoup à Nectarine, la première de la classe dans le film, qui a également un faible pour lui.  Alors que dans la série originale il se rapproche de Louise, filleule de la proviseure qui apparaît tardivement dans la série, et dans le deuxième film, il a un faible pour Vivienne Hamilton, petite-fille de la Reine d'Angleterre.
- Albert : professeur de Physique Chimie sarcastique et ironique, il n'a qu'une obsession : faire exploser sa classe à l'aide de mélanges de produits et formules chimiques souvent imaginaires, ce qui lui vaut le surnom de "Mister Boum". De ce fait il est craint des élèves comme des profs (le concierge ira jusqu'à s'arnacher et prier pour aller réparer le store de la salle de chimie), et une seule personne l'apprécie: le patron de l'entreprise en bâtiment qui reconstruit sa salle de classe après chaque explosion.
- Le CPE : surnommé "Cauchemar Pour Élèves" par Boulard et "Mickey" à cause de ses grandes oreilles décollées, il semble ne pas comprendre son surnom. Il est également affublé d'un grand nez pointu. Il fait du zèle au Proviseur et au Ministre de l'Éducation Nationale. Il n'est apprécié ni des profs, ni des élèves (apparaît à partir du tome 3). Il aime beaucoup sa voiture et profite souvent des heures de colle des élèves pour la leur faire repeindre.
- Roger : concierge, il est craint par tous les élèves à cause de son chien Bruno. Il déteste spécialement Boulard, car il doit en permanence effacer ses tags. Vivant au lycée, il est solitaire et personne ne l'aime. Il aurait des idées politiques penchant plutôt à l'extrême droite et possède un pistolet caché sous son matelas. La proviseure ira jusqu'à l'habiller en costume-cravate lorsqu'elle aura appris que sa fonction de concierge consiste à surveiller tout comme un vigile, ce qui le met assez mal à l'aise devant les lycéens.
- Gérard, dit Gégé:  surveillant particulièrement mou et niais, il est la caricature des surveillants de collège et lycée, meilleur ami des lycéens. Il a la vingtaine même s'il a plutôt des airs d'adolescent attardé. Il est détesté du CPE et des professeurs. Les élèves profitent beaucoup de son esprit de copinage et de sa nonchalance. Ses phrases fétiches sont "Ah, ouais !", et "D'accord" (apparaît à partir du tome 9).
- Le ministre de l'éducation nationale : caricature des ministres, on ne voit jamais son visage[4] (tout comme certains personnages énigmatiques de bande dessinée, comme le père du Petit Spirou ou Monsieur Dupuis dans Gaston Lagaffe) à l'exception de deux gags qui lui sont consacrés dans le premier tome, ainsi que dans le tome Lycée Boulard où c'est une ministre dont Paul est amoureux. Vénéré par le proviseur qui rêve et craint en même temps de le rencontrer, il fait des visites surprises au mauvais moment, et exaspère ses collaborateurs par ses propositions de réforme farfelues (sponsoriser les cours, menacer de mort des gens pour qu'ils deviennent profs, payer les élèves, etc.).

### Personnages secondaires
- Le prof de géographie : c'est un explorateur acharné, passionné par le mystérieux pays du San Gazpacho et de ses indiens Chorizos (dont il amènera une tête réduite en cours comme matériel pédagogique, laquelle manquera de provoquer une crise cardiaque à Gladys lorsqu'elle la découvrira dans son casier par erreur).
- La prof de maths : blonde et sexy, plusieurs gags tournent autour de ses vacances.
- René Langlois : professeur de français dépressif et incroyablement malchanceux, persuadé qu'il exerce ce métier à cause d'une malédiction. Il aspire aussi à devenir écrivain, mais peine à écrire un livre qui sera accepté dans une maison d'édition. Son métier lui cause également des envies suicidaires.
- Blaise-Édouard Nitchinsky : cancre et ami proche de Boulard. C'est dans le tome 10 du spin-off consacré à Boulard qu'on connaît enfin son prénom.
- Boudini : élève en surpoids détestant les cours d'EPS. Éric lui lance souvent : « Tu es toujours aussi rouillé Boudini ! ». Néanmoins il déploie une énergie incroyable en cours d'EPS lorsque son MP3 est en jeu. Son père tient un garage (qui accueille presque toutes les voitures des professeurs du lycée, dont ironiquement Éric). Il lui arrive parfois durant les vacances de tomber sur son pire cauchemar : Éric, ces rencontres finissant toujours en une activité sportive intense qui le fatigue énormément.
- Duval : n'apparaît pas très souvent, mais surtout dans les premiers tomes, il ne cesse de harceler Antoine Polochon sur n'importe quel sujet scolaire, et même lorsqu'il tente de lui échapper, Antoine finit par se faire rattraper et se dit toujours "Un jour, j'échapperais à Duval !".
- Tessier : n'apparaît pas très souvent, mais surtout dans les premiers tomes, c'est un élève en surpoids qui aime manger en classe (il va jusqu'à se faire une omelette en plein cours dans un gag du tome 1). On aperçoit ses parents dans ce même gag, qui aiment autant manger que lui.
- Julien : jeune professeur de mathématiques. Il fait sa première apparition dans le tome 12, où il a peur des autres profs. Très maniaque, il n'hésite pas à interrompre les cours de ses collègues pour faire rectifier ses propres cours de la veille (il efface le tableau de Louis Guillemet dans le tome 13 pour écrire la formule correcte de son cours et la faire noter aux élèves.).
- Steven : professeur d'EPS arrivé au début du tome 16. Il est moqueur et arrogant envers Éric, et ce dernier est jaloux de lui et le déteste (ils iront même jusqu'à organiser des matchs classe contre classe afin de se déterminer mutuellement qui est le meilleur).
- Talbin : professeur d'économie, symbole du capitalisme, il a l'habitude d'enseigner les subtilités de l'économie libérale aux élèves par des exemples concrets du type poker. Il joue en bourse, ce qui lui permet d'arriver en classe tantôt en Lotus Esprit, tantôt à vélo. Il est réputé pour ses tics de langage en classe (euh, donc…).
- Carol  : Jeune étudiante écossaise apparaissant dans le tome 18 pour assister aux cours de Gladys. Très jolie et parlant aussi bien anglais que français de manière impeccable, elle sera vite appréciée des élèves et bien évidemment jalousée de Gladys.
- Blanchet : Jeune professeur d'anglais. On ne le voit que dans le tome 1 et son modèle d'éducation est calqué sur le type de Talbin (comme faire gagner une console de jeu à celui qui réussira à traduire une phrase).
- La femme de ménage : n'apparaît pas très souvent, mange la plupart des mots. Dans un tome plus récent, il y a une autre femme de ménage, Magalie.
- Josette : la cantinière, fait presque toujours les mêmes menus, à savoir frites ou purée, généralement accompagnées de saucisse ou de boudin.
- Marie-Pierre  : l' intendante (elle précise gestionnaire), son bureau ressemble à celui d'un Chef d'État mais les professeurs peinent à obtenir d'elle même une boîte de craies. Avec elle il faut remplir x formulaires de xy pages.
- Lucie : l'infirmière, qui soigne aussi bien les élèves que les profs. Elle est rodée face aux profs qui font semblant d'être malades pour ne pas faire les matchs professeurs contre élèves (ou notamment Serge qui vient la voir car il aurait eu une allergie à la correction de copies ou encore une "foulure de narine") ou aux élèves prétextant des problèmes de santé pour ne pas assister aux cours qui les dérangent (notamment la chimie).
- Le prof de physique : Professeur de physique-chimie. Son nom est encore inconnu, il résout tous les problèmes en faisant de très longs calculs complexes comparables à des hiéroglyphes tant il écrit tout petit et très serré (ce tic sera repris par Serge dans le premier film au moment du vol des sujets du Bac). Il a fait des calculs complexes notamment pour connaître la position où il fallait frapper pour faire fonctionner la machine à café dans la salle des profs, savoir qui lance des boulettes de papier en cours ainsi que pour savoir au bout de combien de temps les chewing-gums collés au plafond de la salle depuis le début de l'année allaient tomber.
- La prof de S.V.T. : blonde, qu'on a déjà vu disséquer des poissons panés, ou même un mammouth dans le tome spécial Les Profs refont l'Histoire.
- Lebrec : Délégué de classe. Apparaît parfois en se mêlant de conversations qui ne le regardent pas (ce qui agace prodigieusement ses professeurs) pour défendre ses camarades qu'il estime victimes d'injustices.
- Mathieu : Nouveau jeune professeur de S.V.T., passionné par les phasmes.
- Bernard Longet : Professeur discret.
- Vanderbeck : Remplaçant de René Langlois, professeur de français. Il parle en bégayant énormément, et est réputé pour faire des cours qui durent 5 heures.
- La « Prof Doc » : nouvelle documentaliste, jeune et jolie, beaucoup plus sociable et aimable que l'ancienne, Geneviève Leglodec, vieille et aigrie, qui n'était aimable ni avec les professeurs, ni avec les élèves.
- Les deux dames qui mangent des gâteaux : leurs noms sont encore inconnus. Elles passent leur temps à discuter de leur métier ou critiquer leurs collègues et autres représentants du système éducatif tout en mangeant des gâteaux dans la salle des profs.
- Nénesse : patron du café situé en face du lycée et qui sert de repaire aux professeurs (qu'il appelle « les pédagos »).
- Sandra  : professeur de philosophie discrète et qui zozote (Maurice la confondra avec la nouvelle orthophoniste à cause de cette particularité.).
- Le conseiller d'orientation  : apparition dans le tome 9, conseille à Boulard de jouer au loto pour gagner sa vie.
- Nicole Berthot  : professeure de comptabilité qui a un penchant - fort - pour l'alcool (même quand elle essaye de se modérer, ce penchant finit par la rattraper).
- Charles Noland (référence à Chuck Noland dans Seul au Monde) : professeur de grec ancien qui n'a pas d'élèves car sa matière n'intéresse personne, ce qui l'amène à ramener des élèves de force dans sa classe.
- Le vieux professeur d'histoire: c'est un ancien professeur du lycée à la retraite et assez gâteux, qui n'hésite pas à revenir au lycée par surprise. Son nom est encore inconnu mais il est apparu à deux reprises, notamment dans le tome 1 où il a enfermé Antoine dans un placard pour prendre sa place en cours et raconter n'importe quoi aux élèves, avant de se faire emmener par des hommes en blouse blanche à la fin du gag. Il a aussi profité de ce qu'Antoine ait le dos tourné pour écrire n'importe quoi sur ses copies.
- Louise: apparaît tardivement dans la série, filleule de la proviseure. Élève brillante, engagée dans de nombreuses causes comme l'écologie, et très jolie, Boulard a d'ailleurs un faible pour elle, ce qui semble être réciproque.
- Victor: jeune fils de Marie et d'Antoine, qui apparaît et naît à la fin du tome 23. Selon Marie, Antoine l'appellerait en cachette Napoléon. Il est né au sein même du lycée, dans la salle des profs, ainsi il ne fait aucun doute qu'il deviendra prof, selon les profs à la fin de la page où il naît.

## Détails extérieurs de la BD
- Dans plusieurs planches, on peut voir de la publicité « Shopping Prof », qui vendent des gadgets, outils, faux papiers d'arrêt de travail, et aussi des personnes pour animer les cours (ou pour les éviter). Cependant, il y a quelques « effets secondaires » après l'utilisation des objets, puis la planche se termine par la phrase ironique : « Merci Shopping Prof ! »[5].
- Sur le tableau de conférence de la salle des professeurs, il y est généralement écrit : « Grève le 12 ».
- La photocopieuse ou / et la machine à café de la salle des profs tombe(nt) souvent en panne.
- Dans plusieurs planches (à partir du tome 14), il y a des pages « Vive les élèves », montrant des stéréotypes d'élèves (la pleurnicheuse, le lunaire, le parano, la râleuse...)[5].
- Dans le tome 23 (Heure de cool), à la fin de l'album, on peut voir des gags sur la vie des profs et des élèves pendant le premier confinement dû à la pandémie de Covid-19.

## Série dérivée et autres albums

### Boulard
1. En mode cool (2013)
2. En mode love (2014)
3. En mode écolo (2014)
4. En mode surdoué (2015)
5. En mode geek (2017)
6. En mode star (2018)
7. En mode vacances (2020)
8. En mode couple (2021)
9. En mode boulot (2023)
10. En mode 10 ans (2024)

### Hors-séries
1. Les Inédits (2006)
2. Les Profs refont l'histoire (2008)
3. Les Profs refont l'histoire : Tome 2 (2022)
4. Les Profs refont l'histoire : Tome 3 (2024)

### Roman Jeunesse
- Virus au bahut (2010)

### Best of
- Les Profs (Spécial 10 ans Bamboo) (2008)

### Anniversaires
- Les Profs (L'album des 20 ans), 2020

### Best-Or
1. Gladys, prof d'anglais (2011)
2. Boulard, super cancre !!! (2011)
3. En vacances (2012)
4. Amina, prof de français (2013)
5. Antoine Polochon, prof d'histoire (2013)
6. La Salle des profs (2014)
7. Shopping Prof (2023)

## Publication

### Éditeurs
- Bamboo : depuis le tome premier.
- Mondadori France : Tomes 1 à 8 (édition spéciale pour Télé Star).

## Adaptation au cinéma
Pierre-François Martin-Laval a réalisé deux films de cette œuvre, qui ont connu un succès :
- Les Profs (2013)
- Les Profs 2 (2015)